# Janina Smolińska
Janina Smolińska (ur. 24 sierpnia 1895 w Konopkach-Piaskach, zm. 7 lutego 1971 w Paryżu) – polska aktorka i tancerka.

## Życiorys
Była córką Edwarda Smolińskiego i Wandy z Rutkowskich. Umiejętności taneczne szkoliła w działającej przy moskiewskim Teatrze Bolszoj szkole baletowej, w ramach której wyruszyła ze swoją grupą taneczną w światowe tournée. Po odzyskaniu przez Polskę niepodległości wróciła do ojczyzny, gdzie zagrała w kilku polskich filmach. Od 1924 występowała w spektaklach w paryskiej sali koncertowej Folies Bergère, między innymi w rewii Un Soir de Folie. W 1927 wygrała wybory „La belle de Deauville”, a rok później konkurs piękności aktorek filmowych w Brukseli. 23 listopada 1928 przyjechała do Stanów Zjednoczonych, gdzie miała wziąć udział w wyborach Miss Universe w Galveston w Teksasie. Podczas pobytu w USA zagrała w kilku filmach hollywoodzkich wytwórni First National Pictures oraz Metro-Goldwyn-Mayer. W lutym 1932 ze względu na długotrwałe kłopoty związane z prawem pobytu w Stanach, Janina Smolińska wróciła do Paryża, a stamtąd po krótkim czasie wyjechała do Polski. W kraju spędziła prawie dwa lata. W 1934 wróciła na scenę paryskiego Folies Bergère, a pod koniec lat 30. założyła własny zespół baletowy „Balet Polski”, który zrzeszał przebywające na emigracji młode tancerki.
Janina Smolińska trzykrotnie wychodziła za mąż. Pierwszym mężem był Mikołaj Michajłowicz Trifonow, drugim poślubiony 3 września 1931 w Santa Ana w Kalifornii przedsiębiorca Wacław Walter Grabowski, zajmujący się dostarczaniem peruk do hollywoodzkich filmów, a trzecim Jean Joseph Jacques Dulac.

## Filmografia
- Za trzy spojrzenia (1922)
- Od kobiety do kobiety (1923)
- Płomienna piosenka (1930) jako tancerka
- Monsieur Le Fox (1930) jako kobieta